# Clinopodium acutifolium
Clinopodium acutifolium — вид квіткових рослин з родини глухокропивових (Lamiaceae).

## Біоморфологічна характеристика
Стебла деревні, тонкі, до 60 см заввишки. Квітки жовто-яскраво-червоні, скоріше тьмяні в кольорі й жовті до основи.

## Поширення
Ареал: Еквадор, Перу.